# Бъкли (залив)
Заливът Бъкли (на английски: Buckley Bay) е залив в крайната югоизточна част на море д'Юрвил, част от акваторията на Индоокеанския сектор на Южния океан, край бреговете на Източна Антарктида, Бряг Джордж V на Земя Виктория. Разположен е между челото на ледения език на ледника Нинис на запад и нос Блейк на изток, с ширина на входа 57 km, като се вдава в сушата на 37 km.
Заливът е открит и бреговете му са топографски заснети от австралийската антарктическа експедиция (1911 – 14), възглавявана от Дъглас Моусън, който наименува новооткрития залив в чест на австралийския овцевъд Джордж Бъкли (1866 – 1937), спонсор на експедицията.